# 小巧羊蹄甲
小巧羊蹄甲（学名：Bauhinia venustula）是豆科羊蹄甲属的植物，是中国的特有植物。分布于中国大陆的广西等地，目前尚未由人工引种栽培。